# Jo Sporck
Jo Sporck (Heerlen, 13 oktober 1953) is een Nederlands componist.

## Leven
Jo Sporck kreeg op 11-jarige leeftijd zijn eerste pianolessen in zijn geboorteplaats Heerlen. Hij ging naar het Conservatorium van Maastricht waar hij afstudeerde als pianosolist bij Jean Franssen. Hij vestigde zich als pianoleraar in Tilburg en werkte ook als muziekcriticus. Compositielessen volgde hij bij Jan van Dijk. Sporck componeerde zowel kamermuziek, als symfonische werken, als een kameropera en een opera (Tanchelm, 1995). De uitvoering van zijn eerste orkestwerk vond in 1983 plaats tijdens de Internationale Gaudeamus muziekweek in Den Haag. Het accent in het oeuvre van Sporck ligt echter bij de kamermuziek: werken voor zowel piano, solozang, koor, maar soms ook voor minder gangbare bezettingen als tien of acht basklarinetten of twee marimba’s.
Premières van zijn werk vonden plaats in Amsterdam, Londen, Keulen, Praag en Moskou. Zijn werken werden uitgevoerd door musici als Robert Szreder, Jozef Horák, Jeffrey Jacob, het EnAccord Strijkkwartet, het Guarneri Trio, het Haydn Kwartet, het Nederlands Saxofoonkwartet, Diangelo Cicilia en PhilZuid.
Sporck componeert in strikte polyfonie, dat wil zeggen elke stem van het muziekweefsel is even belangrijk en wordt consequent doordacht. Uitgangspunt is zijn uitspraak: ‘Muziek heeft slechts één inhoud en dat is emotie.’ Die emotie bepaald door de combinaties van intervallen in de muziek. 
Met regelmaat zette Sporck literaire teksten op muziek, o.m. van Novalis, Poesjkin, Günther Grass en Hans Lodeizen. De brieven van Vincent van Gogh inspireerden hem tot het pianowerk Twee spiegels (1989).
Sporck was met Paul Sprangers in 1986 de initiator en hij was ook voorzitter van het Tilburgse muziekpodium De Link.
Bij zijn 65ste verjaardag werd in Tilburg een pianomarathon gehouden: Tilburg op vleugels.
In zijn boek Uit de doeken, uit de kleren (2007) brak Jo Sporck een lans voor de moderne klassieke muziek: wat is het wezen van die muziek en wat verklaart dat die muziek in een identiteitscrisis is terechtgekomen.
Vanaf 2011 wordt de Sporck Vertolkersprijs toegekend, een prijs voor jonge musici die eigentijds werk van vader en zonen Sporck op een hoogstaand niveau uitvoeren; de prijs bestaat uit een oorkonde en een geldbedrag van 1500 euro.

## Werken (selectie)
Een volledige werkenlijst is te vinden op de site van de Stichting Sporck.
- Inventie voor basklarinet en tape (1979)
- Poème pour quatre saxophones (1981) voor saxofoonkwartet
- De achterblijvers (1983) voor sopraan, bariton, fluit, althobo, vibrafoon en contrabas
- Hymne aan de nacht (1985, opus 40) voor strijktrio
- Als de groote klokke luidt (1985) voor beiaard
- Concert voor piano en orkest (1986, opus 44)
- Drie nocturnes (1987, op. 47) voor piano
- Strijkkwartet nr. 1 (1988, op. 49)
- Capriccio (1988) voor viool en cello
- Twee spiegels (1989, op. 53), voor piano vierhandig
- Zes Lodeizen-liederen (1989, op. 55)
- Ilsebil (1990, opus 59), kameropera voor sopraan, klarinet, accordeon en dans
- Canelones (1992, opus 68), voor blokfluit, viola da gamba en clavecimbel
- Roos voor Astrachan (1992, opus 70b) voor 2 violen, altviool, cello, piano en spreekstem
- Tanchelm, Opera in 2 bedrijven (1995, opus 75), voor solisten, koor en orkest
- Ruimte I, II en III (1996, opus 77) voor orkest
- Het vijfde seizoen (1998, opus 85) op de tekst Pijataje Vremja van Poesjkin voor middenstem, marimba en piano
- Weil der Wald starb (2006, opus 104a) op tekst van Günther Grass, voor mezzosopraan en piano
- A coté du monde (2008, opus 92) voor hoorn en orkesten 4 zangstemmen
- Approaching silence/De stilte genaderd (2012, opus 114a) voor strijkorkest en piano
- Agnus / Missa Agni morientis (2014, opus 119), voor gemengd koor en solisten
- Zindering (2016, opus 123) voor orkest en piano
- Strijkkwartet no.2 For silent days V (2002/2004, opus 93)
- Strijkkwartet no.3 (2003, opus 96)
- Strijkkwartet no.4 Ritmo, gelo e tintas de giallo (2005, opus 101)
- Passage voor pianokwintet no.2 (2009, rev. 2020)
- Ketting II, Ruimtemuziek (2011, opus 111), voor 10 basklarinetten
- Oktet (2014, opus 117) voor 8 basklarinetten
- Dubbelspel (2018, opus 121b) voor 2 marimba’s[4]
- Tripelhymne (op 3 Brabantse volksliedjes) (2016, opus 123b) voor viool, cello en piano
- The Sandman, for guitar & tape (jaar onbekend)
- Portiek II (2017, opus 123a) voor twee violen en piano
- Incursie (2017, opus 126) voor 2 piano’s achthandig
- 13 (2018, opus 126a) voor vibrafoon, buisklokken en tuba
- Ark (2018, opus 127) voor piano, strijkkwartet, klarinet en hoorn
- Spiegelingen (2018, opus 128a) voor grote beiaard en piano[5]
- The Unanswered Question (2020, opus 133), voor orkest
- Hoorntrio (2020, opus 134), voor hoorn, viool en piano
- Into Silence (2023, opus 138), pianoconcert[6][7]

## Boek
Jo Sporck, Uit de doeken uit de kleren; Over de essentie van muziek. Eindhoven: Uitgeverij Damon, 2007.

## Privé
De zonen van Jo Sporck zijn de pianist Antal Sporck en de hoornist Misha Sporck, beiden ook componist.